# Виково (Кольненський повіт)
Виково (пол. Wykowo) — село в Польщі, у гміні Кольно Кольненського повіту Підляського воєводства.
Населення — 169 осіб (2011).
У 1975-1998 роках село належало до Ломжинського воєводства.

## Демографія
Демографічна структура станом на 31 березня 2011 року:
|          | Загалом | Допрацездатний вік | Працездатний вік | Постпрацездатний вік |
| -------- | ------- | ------------------ | ---------------- | -------------------- |
| Чоловіки | 78      | 18                 | 48               | 12                   |
| Жінки    | 91      | 24                 | 49               | 18                   |
| Разом    | 169     | 42                 | 97               | 30                   |